# 私立大学委員会
私立大学委員会（しりつだいがくいいんかい）は、琉球政府に置かれた行政委員会で、私立大学を所轄していた。
1965年に制定された私立学校法（1965年立法第111号）に基づき設置された。復帰時に廃止され、その事務は文部省に移管した。

## 委員の構成
以下の9人（任期：4年）によって構成され、立法院の同意を得た後、行政主席が任命した。
- 私立大学の推薦する者　3人
- 文教局の推薦する者　3人
- 中央教育委員会の推薦する者　3人

## 職務権限
- 私立大学に対する政府補助金の交付に関する予算案を作成すること
- 私立大学の教育に関する立法案を作成すること
- 上記の権限に属する事務について規則を制定すること

## 対象となった私立大学
- 沖縄大学
- 国際大学（現在の沖縄国際大学）